# Eva Díaz Torres
Eva Díaz Torres (Tarrasa, Barcelona, 5 de marzo de 1943-Montevideo, 14 de febrero de 1993) fue una artista uruguaya,  integrante del Taller Torres García, que se destacó por sus aportes en el campo de la cerámica tradicional.

## Biografía
Nació en Tarrasa, Barcelona, pero siempre se consideró uruguaya. Es hija del escultor Eduardo Díaz Yepes y de Olimpia Torres, y nieta del maestro del constructivismo Joaquín Torres García. 
Emigra con su familia a París en 1946 y regresa a Montevideo en 1947 radicándose definitivamente en Uruguay. 
En 1958, cuando contaba con 15 años de edad, comienza su interés por la cerámica e ingresa al Taller Torres García, donde recibe nociones elementales del pintor y ceramista José Gurvich.
Toma clases con el ceramista catalán José Collell. Aprende la técnica de engobe bruñido y produce sus primeras obras en un taller que instala en su  casa y unos años después da clases en su propio taller. También diseñó telas mediante la técnica de batik.
Se casa en 1962 con Gustavo Adolfo Perera, con quien tendrá a sus hijas Jimena (1964) y Micaela (1970).
Su preocupación por la justicia social la impulsa a integrarse al M.L.N. y en 1972 es detenida y procesada por la dictadura militar. Permanece recluida en la cárcel de Punta de Rieles, centro de reclusión en aquel entonces destinado a presas políticas, hasta fines de 1974. Durante su reclusión no cesa su actividad artística; en la cárcel crea juguetes, escribe e ilustra cuentos para niños y experimenta con diversas técnicas y materiales.
En 1974, luego de salir de la cárcel, emigra junto a su familia primero a Costa Rica por una breve estancia, y luego a Barcelona. Allí Díaz Torres retoma exitosamente su carrera y continúa su formación, dedicándose también a dictar clases y a la exposición y venta de su producción artística. Especialmente tenían un puesto en la feria de Santa Lucía en Barcelona donde vendían sus obras.
En 1985, con el retorno de la democracia, vuelve a Uruguay, donde instala nuevamente su taller. Trabaja con diversas técnicas, desarrollando investigaciones y análisis en técnicas de cerámica y esmaltes. Presenta su obra en exposiciones colectivas y en una muestra individual en el Salón de Exposiciones del Palacio Municipal de Montevideo. En 1986 obtiene el Primer Premio Adquisición del XXXVII Salón Municipal de Expresión Plástica.
Fallece en Montevideo, el 14 de febrero de 1993.

## Obra
Olga Larnaudie ha dicho que Eva Díaz Torres que fue «una ceramista excepcional».
En la época de su formación inicial, antes de su exilio, practicó la técnica del engobe y trabajó con arcilla roja. Radicada en Barcelona, comienza a experimentar con esmaltes y se interesa por nuevas técnicas. En 1986 trabaja en la técnica milenaria oriental rakú, de la cual se convierte en exponente local destacada.
Las superficies accidentadas y las bocas irregulares caracterizan sus piezas de engobe bruñido. Las piezas de rakú, formadas mediante el torno, luego son alteradas manualmente con diversos instrumentos. Acerca de su técnica de trabajo sobre la cerámica, ha dicho:

El trabajo en el torno es un diálogo. Un diálogo íntimo entre el barro y yo. Un juego de fortalezas y debilidades, de miedos e ilusiones en que surge la huella, la deformación, la rajadura como una necesidad de comunicación con alguien que, en algún momento, debe aparecer. Él también hará su aporte.

En marzo de 2018 se realizó una muestra antológica de Eva en el Museo Gurvich y Elena O'Neill escribió en el catálogo que acompañó la muestra: «La obra de Eva nos desafía: a partir de la cerámica somos conducidos a épocas arcaicas, pobladas de objetos con una gran carga mágica y alquímica, al mismo tiempo que somos interrogados por otras tradiciones en las que el sentido denso e intuitivo de la ciencia atrajo a los artistas desde tiempos inmemoriales. Por ser una síntesis de nuestra condición más humana, la de construir, sus obras condensan un saber milenario. Por su verdadera naturaleza, por ser elaborados con las manos —nuestra primera herramienta—, los cacharros mantienen una relación directa con el corazón, de modo que su trabajo siempre conlleva una condición humana. Y, tal vez, por remitir a fuerzas colectivas significativas de la antigüedad y traerlas nuevamente a la vida de un modo casi mitopoético, la obra de Eva nos evoca la victoria del poeta frente a sus criaturas y sus experiencias: a pesar de efectos devastadores, la forma más contundente y más humana se mantiene intacta.
Los trabajos de Eva respiran, crean una espacialidad donde el dualismo entre materia y vacío carece de sentido. Al contornar ese dualismo liberan su belleza; una belleza compleja aunque desprovista de cualquier complejidad —profunda, simple, que exige que para entenderla abandonemos cualquier abordaje intelectual—. La obra de Eva despierta un estado natural de no dualidad; nos lanza en las profundidades del sentido de la belleza en sus formas visibles e invisibles, nos incita a indagar su aspecto dinámico, no solamente a través de la visión sino también de la acción. Su actualidad radica en que prolonga la fuerza del pasado rearticulándolo, tensa y reflexivamente, en la unidad plástica del espacio».